# Carlos Carrillo Nalda
Carlos Carrillo Nalda (Lima 10 de abril de 1909 - 1 de noviembre de 1994) fue un futbolista y director técnico peruano.

## Biografía
Jugó para Sport Progreso entre 1929 y 1930, paso a Ciclista Lima, entre 1931 y 1935, que salió de gira por varios países sudamericanos en 1931 (esta gira, considerada la más larga realizada por un club peruano, tiene una duración de 11 meses para un total de 69 partidos disputados en Ecuador, Colombia, Venezuela, Costa Rica, Panamá, Curazao, Trinidad y Tobago y Aruba ).
En 1936, se unió al Sport Boys en donde solo jugó partidos amistosos, fue parte del plantel campeón de 1937.
Director técnico de Independiente Santa Fe obteniendo el primer título del Fútbol colombiano en 1948,tras sumar 27 puntos en 18 fechas.
También tuvo un breve periodo en Millonarios de Bogotá.

## Palmarés

### Como jugador
| Título                    | Equipo     | País | Año  |
| ------------------------- | ---------- | ---- | ---- |
| Primera División del Perú | Sport Boys | Perú | 1937 |

### Como entrenador
| Título                                           | Equipo   | País     | Año  |
| ------------------------------------------------ | -------- | -------- | ---- |
| Campeonato de Fútbol Profesional Colombiano 1948 | Santa Fe | Colombia | 1948 |